# Solanum dulcamara
La morella rampicante o dulcamara (Solanum dulcamara L., 1753) è una pianta velenosa della famiglia delle Solanacee. Deve il suo nome alla solaceina contenuta nei rami che ha sapore prima amaro, poi dolce.

## Etimologia
Il nome generico (Solanum) deriva da solanem (=consolazione, conforto) e deriva dalle proprietà medicamentose e sedative di alcune specie di questo genere. L'epiteto specifico (dulcamara) significa letteralmente “dolce-amaro”  ed è dato dal sapore di alcune parti di questa pianta (i giovani rametti appena germogliati messi in bocca dapprima sono amari e poi dolci).
Il binomio scientifico della pianta di questa scheda è stato definito nel 1753 da Carl von Linné (Rashult, 23 maggio 1707 – Uppsala, 10 gennaio 1778) biologo e scrittore svedese, considerato il padre della moderna classificazione scientifica degli organismi viventi.
In lingua tedesca questa pianta si chiama Bittersüß; in francese si chiama Morelle douce-amère; in inglese si chiama Bittersweet.

## Descrizione

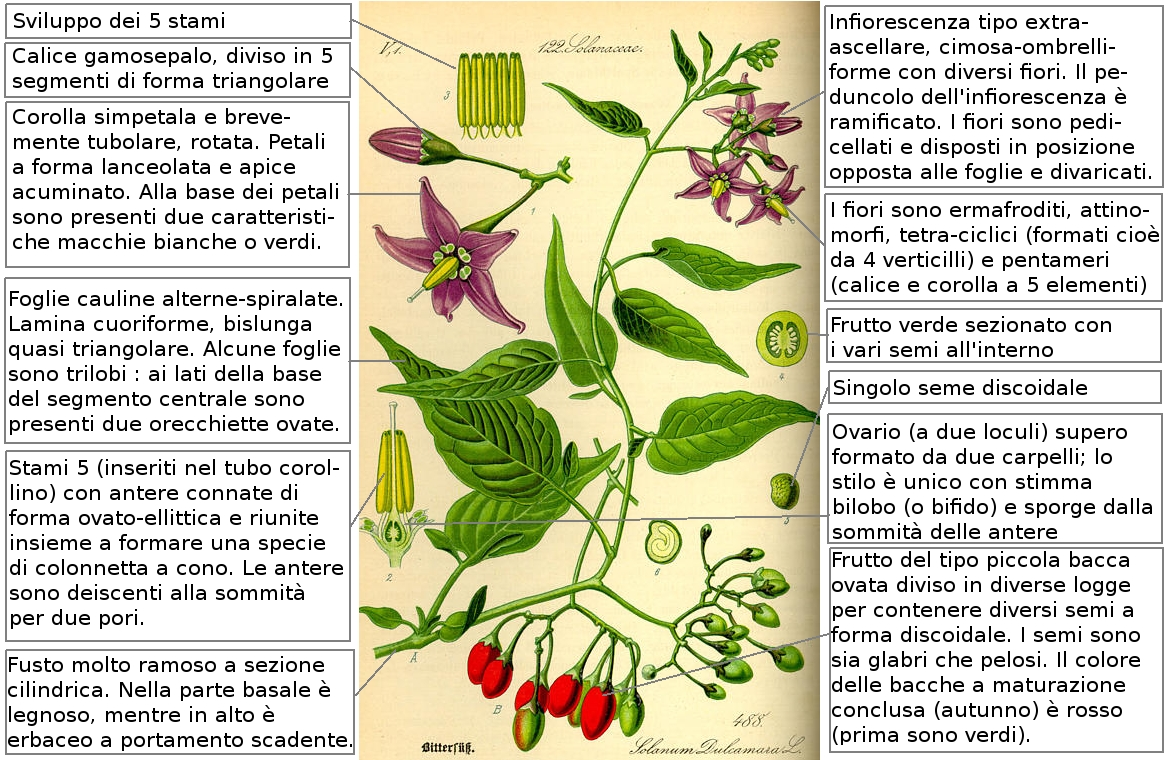
Descrizione delle parti della pianta

Sono piante frutici (di tipo cespugliose a foglie caduche che si sostengono ad altre piante) a portamento sdraiato (prostrato) o rampicante. L'altezza varia da 3 a 15 dm (massimo 2 - 3 metri). L'aspetto può essere sia glabro che peloso (peli semplici o ghiandolari). La forma biologica è nano-fanerofita (NP), ossia sono piante perenni e legnose, con gemme svernanti poste ad un'altezza dal suolo dai 30 cm ai 2 metri.

### Radici
Le radici di questa pianta sono ben sviluppate.

### Fusto
Il fusto è molto ramoso (può presentarsi con un carattere quasi lianoso), non è spinoso ed ha una sezione cilindrica. Nella parte basale è legnoso, mentre in alto è erbaceo a portamento scadente. I rami si presentano con pubescenza appressata.

### Foglie

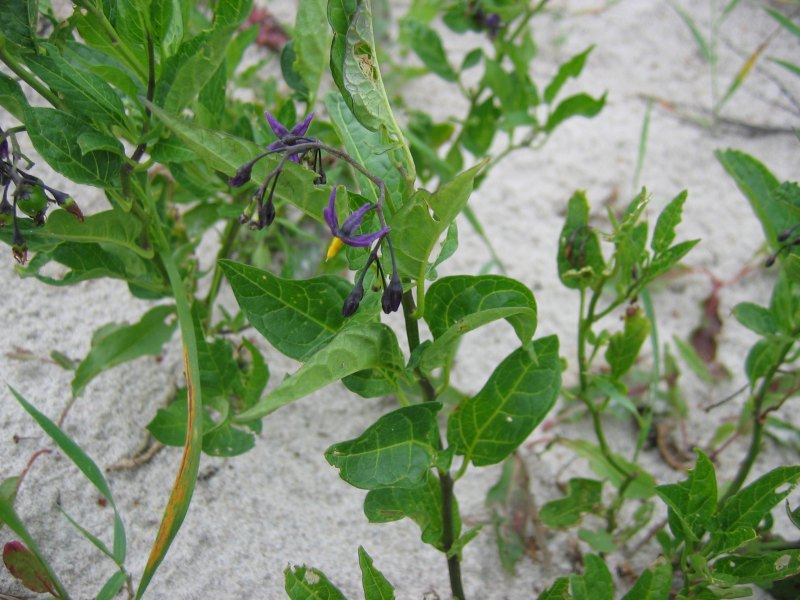
Le foglie

Le foglie lungo il fusto sono a disposizione alterna (in realtà sono spiralate e senza stipole). La lamina è cuoriforme, facilmente bislunga se non addirittura allungato-bislunga (a volte è quasi triangolare). In particolare le foglie cauline superiori sono a forma astato-triloba in quanto ai lati della base del segmento centrale (e quindi del picciolo) sono presenti due orecchiette ovate o lanceolate, mentre quelle inferiori sono generalmente intere. La lamina fogliare è scarsamente pubescenza e di colore verde intenso. Il picciolo è alato Dimensione del picciolo : 2 – 3 cm. Dimensione delle foglie: larghezza 3–6 cm; lunghezza 5–10 cm.

### Infiorescenza

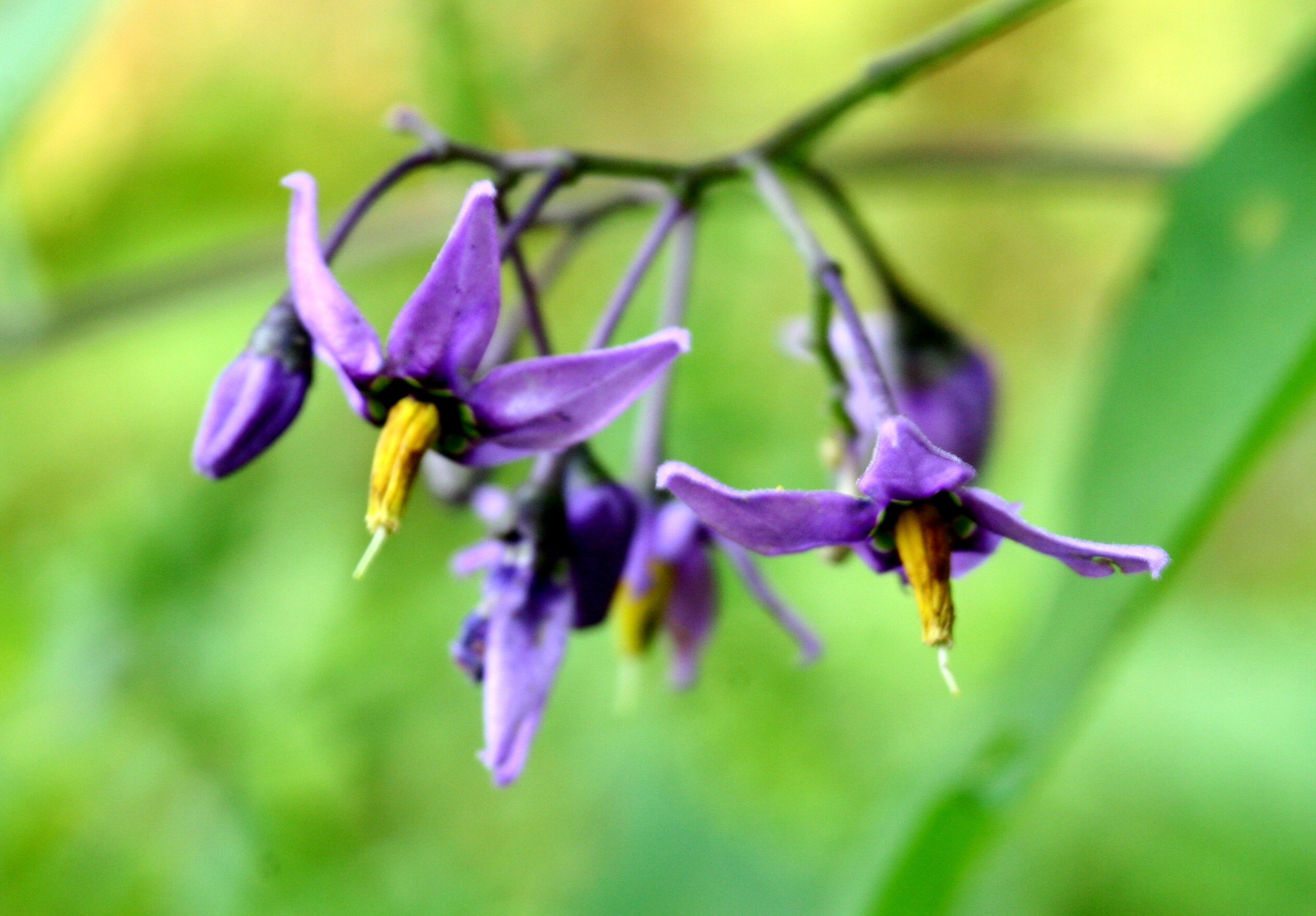
L'infiorescenza
Località : Valmorel, Limana (BL), 800 m s.l.m. - 22/7/2007

L'infiorescenza è di tipo extra-ascellare e più o meno cimosa-ombrelliforme con diversi fiori (da 10 a 20) bratteolati. Il peduncolo dell'infiorescenza è molto ramificato. I fiori sono pedicellati e disposti in posizione opposta alle foglie e lievemente divaricati uno dall'altro (a disposizione lassa). Tutta l'infiorescenza è scarsamente pubescenza. Lunghezza del peduncolo : 1 – 3 cm. Lunghezza del pedicello  : 5 – 12 mm. 

### Fiore

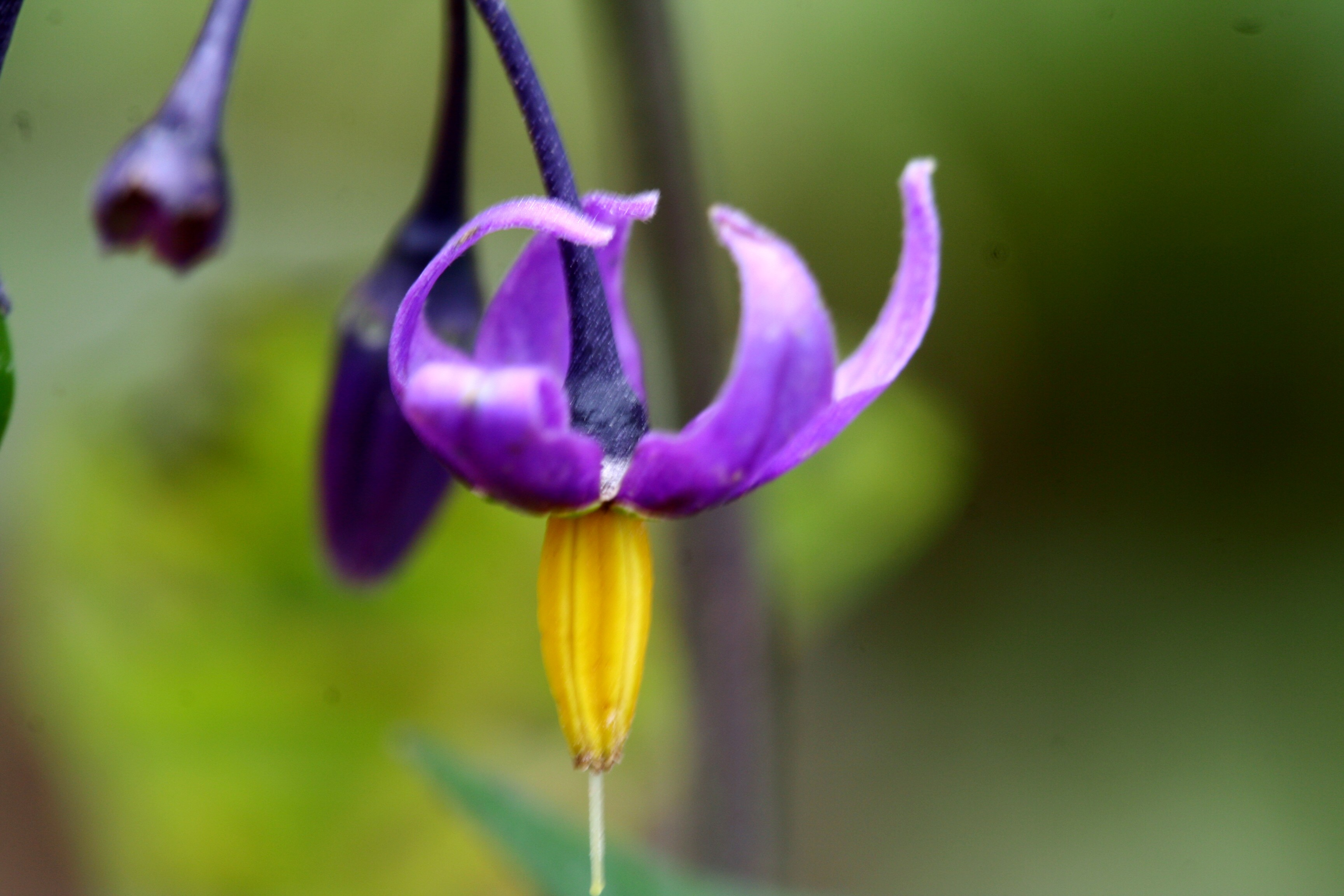
Il fiore
Località : Giardino Botanico Alpino "Giangio Lorenzoni", Pian Cansiglio, Tambre d'Alpago (BL), 1000 m s.l.m. - 5/7/2007

I fiori sono ermafroditi, attinomorfi, tetra-ciclici (formati cioè da 4 verticilli: calice – corolla – androceo – gineceo) e pentameri (calice e corolla formati da 5 elementi). I fiori emanano un profumo sgradevole. Dimensione del fiore: 10 – 12 mm. 
- Formula fiorale:

* K (5), [C (5), A 5], G (2) (supero)
- Calice: il calice è gamosepalo, diviso in 5 segmenti di forma triangolare ed è scarsamente pubescente. Dimensione del calice: larghezza 1,5 – 2 mm; lunghezza 2 – 3 mm.
- Corolla: le corolle (ipogine) sono simpetale e brevemente tubolari (il tubo è molto più corto dei lobi), rotate e di colore violaceo (raramente bianco). I petali hanno una forma lanceolata e apice acuminato. Alla base dei petali, internamente, sono presenti due caratteristiche macchie bianche o verdi. I petali alla fine dell'infiorescenza si ripiegano all'indietro. Lunghezza dei lobi: 6 mm. Larghezza totale della corolla : 0,8 – 1,2 cm.
- Androceo: gli stami sono 5 (inseriti nel tubo corollino) con antere connate di forma ovato-ellittica e riunite insieme a formare una specie di colonnetta a cono. Le antere sono deiscenti alla sommità per due pori. Il poro di deiscenza occupa tutta la larghezza della loggia. Il colore delle antere è giallo carico. Lunghezza dei filamenti: 0,5 mm. Lunghezza delle antere : 2 – 3,5 mm (massimo 5 mm).
- Gineceo: l'ovario (a due loculi) è supero formato da due carpelli; lo stilo è unico con stimma bilobo (o bifido) e sporge dalla sommità delle antere. Lunghezza dello stilo : 5,5 mm.
- Fioritura: da maggio a luglio.
- Impollinazione: impollinazione per entomogamia.

### Frutti

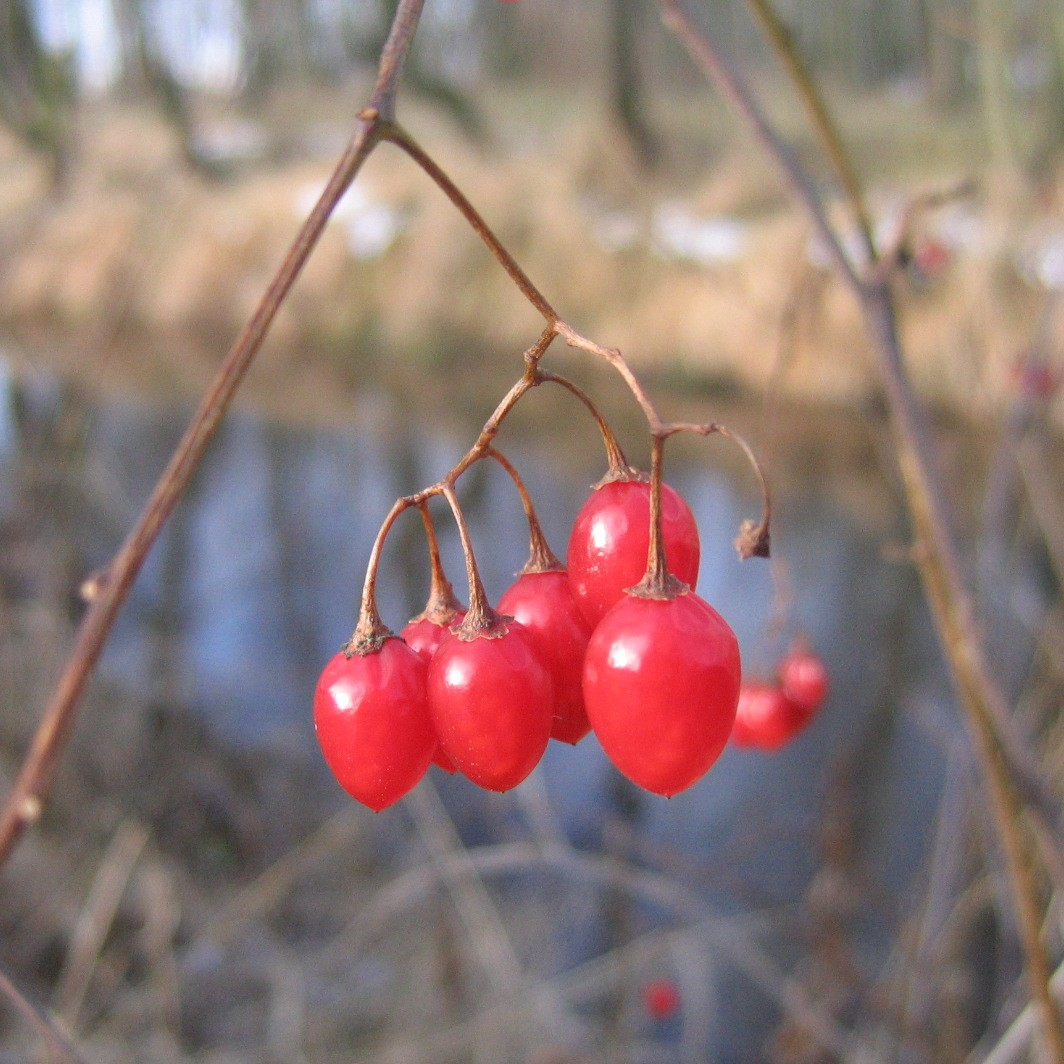
Il frutto

Il frutto è del tipo a piccola bacca ovata ed è diviso in diverse logge per contenere i diversi semi a forma discoidale. I semi sono sia glabri che pelosi. Il colore delle bacche a maturazione conclusa (autunno) è rosso (prima sono verdi). Alla base il frutto è avvolto dal calice che è persistente. Dimensione del frutto : 7 x 8 mm. Diametro dei semi: 1,5 – 2 mm.

## Distribuzione e habitat
- Geoelemento: il tipo corologico (area di origine) è Paleotemperato, ma anche Eurosiberiano. In effetti questa pianta è considerata originaria oltre che della nostra flora anche dell'intera Europa, dell'Algeria, dell'Asia temperata e dell'America boreale e può quindi a ragione essere considerata “cosmopolita” (o meglio “sub-cosmopolita”).
- Diffusione: è comune in tutta Italia, isole comprese. In Europa è comune in tutte le regioni e i rilievi specialmente nell'area centromeridionale. Fuori dall'Europa si trova soprattutto in Asia occidentale e America del nord. Questa pianta ampiamente naturalizzata in tutti i territori, in certe zone è considerata invasiva (ad esempio nella zona dei Grandi Laghi del Nord America).
- Habitat: il suo habitat tipico sono i luoghi freschi fra le siepi o i cespugli in luoghi torbosi; ma anche i boschi umidi (boschi mesofili) e gli incolti generalmente in ambiente ombroso; sono inoltre favorite dai terreni a più cicli di inondazione. Il substrato preferito è indifferentemente calcareo oppure siliceo, con valori neutri del pH su un terreno abbastanza nutriente e umido.
- Diffusione altitudinale: vive fino a circa 1100 metri di altezza (massimo 1450 m s.l.m.); quindi i piani vegetazionali frequentati sono quelli collinari e montani.

## Fitosociologia
Dal punto di vista fitosociologico la specie di questa scheda appartiene alla seguente comunità vegetale:
Formazione : comunità forestali
Classe : Carpino-Fagetrea
Ordine : Populetalia albae

## Tassonomia
Le tassonomie più aggiornate assegnano la pianta di questa scheda al sottogenere Solanum stricto sensu e alla sezione Dulcamara.

### Varietà
Nell'elenco che segue sono indicate alcune varietà:
- Solanum dulcamara L. var. dulcamara
- Solanum dulcamara L. var. hirsutum Dunal in DC. (1852)
- Solanum dulcamara L. var. indivisum Boiss. (1879)
- Solanum dulcamara L. var. marinum Bab. (1843)
- Solanum dulcamara L. var. ovatum Dunal in DC. (1852)
- Solanum dulcamara L. var. palustre Dunal in DC. (1852)
- Solanum dulcamara L. var. pubescens Desportes (1838)
- Solanum dulcamara L. var. rupestre Dunal in DC. (1852)
- Solanum dulcamara L. var. tomentosum Koch (1838)
- Solanum dulcamara L. var. villosissimum Desv. (1818)

### Sinonimi
La specie di questa scheda ha avuto nel tempo diverse nomenclature. L'elenco che segue indica alcuni tra i sinonimi più frequenti:
- Solanum assimile Friv. (1836)
- Solanum depilatum Kitag.
- Solanum littorale Raab (1819)
- Solanum lyratum Thunb. in Murray (1784)
- Solanum pseudopersicum Pojark. (1955)
- Solanum ruderale Salisb. (1796)
- Solanum rupestre F.W. Schmidt (1793)
- Solanum scandens Lam. (1779), non Miller
- Solanum scandens Necker (1768), non Miller
- Solanum serpentini Borbás & Waisbecker (1897)

### Specie simili
- Solanum luteum Miller (sinonimo = Solanum vilosum Miller) – Morella rossa : è comune in tutto il territorio italiano come la specie S. dulcamara; si differenzia comunque per il fusto che è più eretto, per l'infiorescenza di tipo pauciflora (3 – 5 fiori al massimo) e per il colore della bacca che è più aranciato quasi gialla (ma anche più allungata).
- Solanum nigrum L. - Morella comune: anche questa pianta è comune su tutto il territorio italiano e si differenzia, come la precedente, per il fusto che è più eretto, e per la bacca che è nera o verde.

## Usi

### Medicina
Molte parti della pianta (le foglie e i frutti in particolare) contengono dei glucoalcaloidi tossici (solanina, solaceina e altri)  usati in farmacia; contiene anche delle saponine steroiche e acidi (dulcamarico e altri). Se scissi in modo idrolitico producono zucchero e solanidina. La parte più velenosa sono le bacche (specialmente immature) che, ingerite, possono causare vomiti, diminuzione della frequenza del respiro e alla fine anche morte per paralisi respiratoria. La solanina in particolare è una sostanza narcotizzante che colpisce il sistema nervoso centrale.
In fitoterapia si utilizzano i giovani rametti, detti stipiti, con proprietà diaforetica (agevola la traspirazione e favorisce la sudorazione), depurativa del sangue (facilita lo smaltimento delle impurità), ma ha anche una leggera azioni ipnotica e anafrodisiaca. Tali proprietà sono bilanciate tuttavia dalla presenza, in misura molto più ridotta, degli stessi componenti tossici che si trovano nelle bacche. Sarà opportuno utilizzarla, quindi, sotto stretto controllo medico.

### Giardinaggio
È una pianta che si coltiva facilmente su tutti i tipi di suoli (non per nulla è comune su tutto il territorio italiano). È più delicata verso i climi decisamente marittimo-ventosi. Preferisce le posizioni ombreggiate con suolo ben drenato ma inumidito frequentemente, ed è facilmente riproducibile per talea acquatica.

## Galleria d'immagini

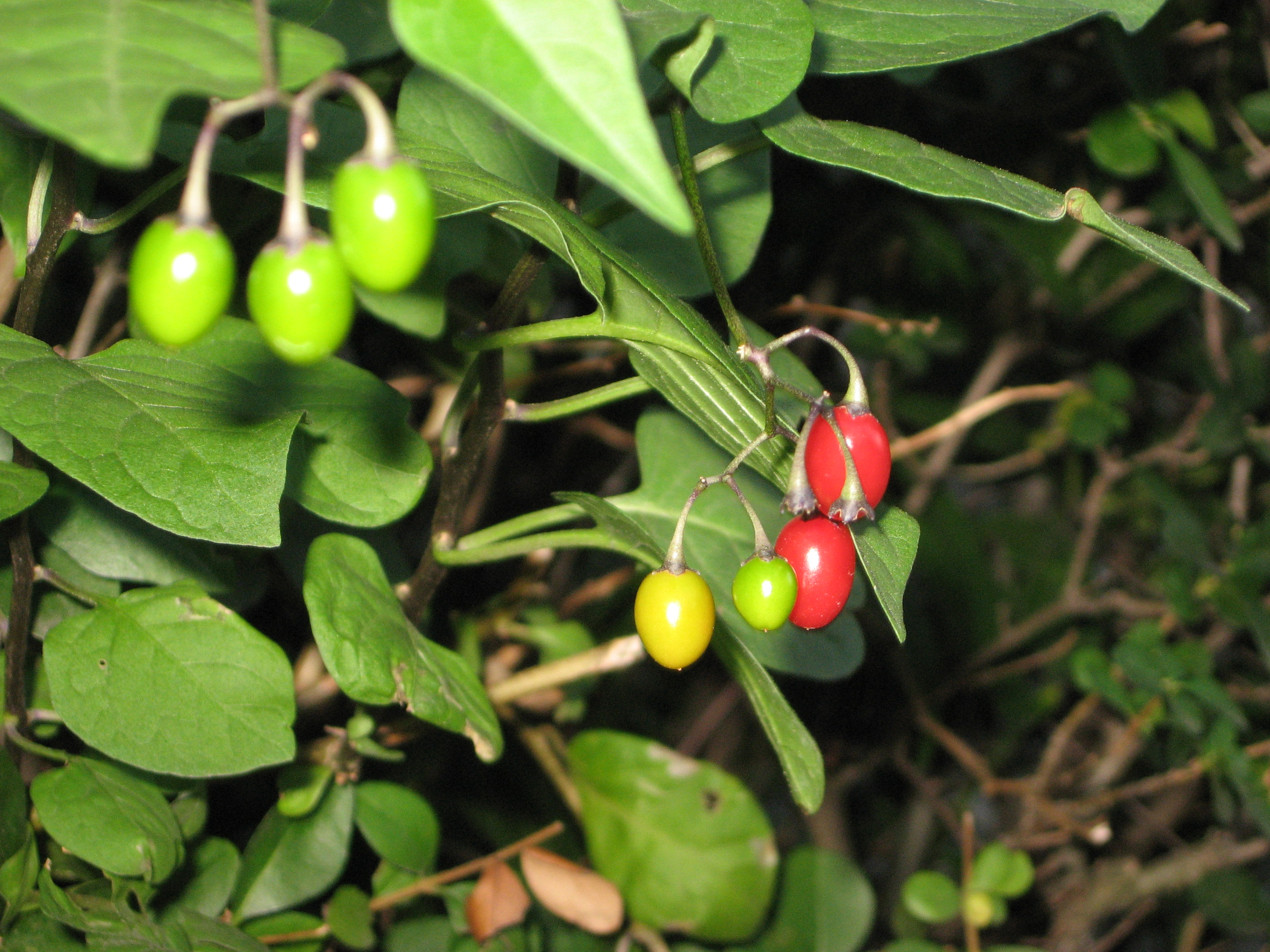
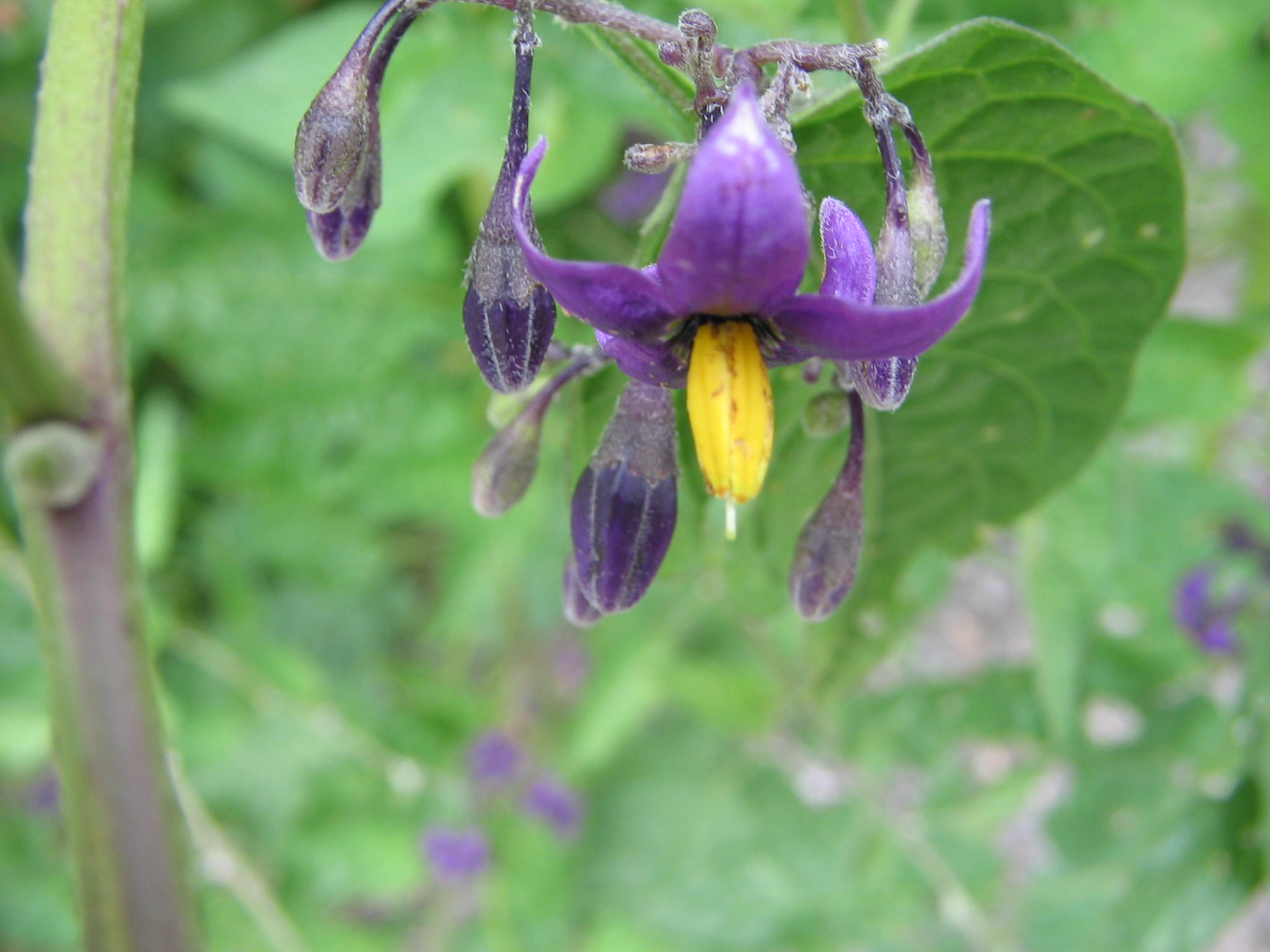
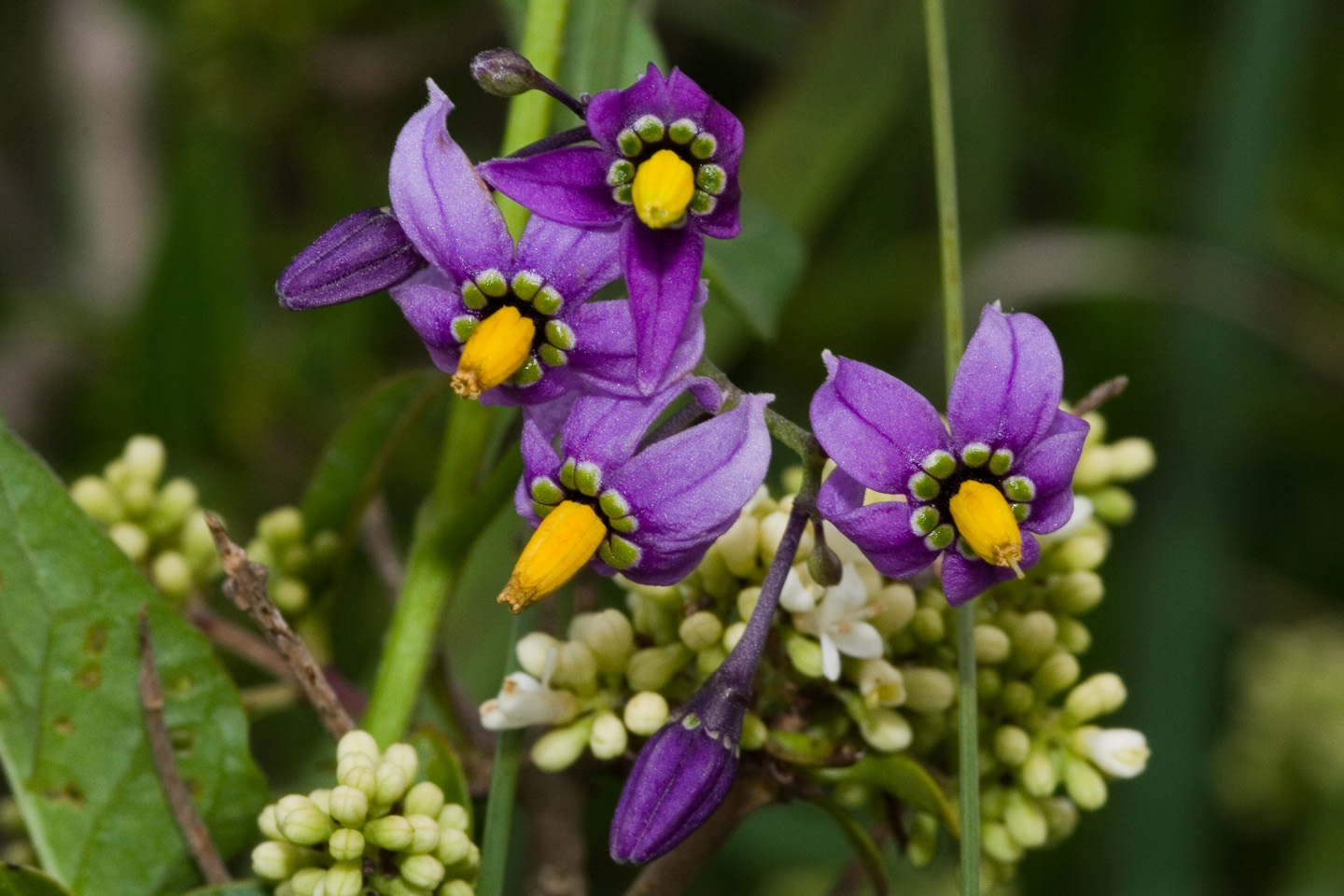
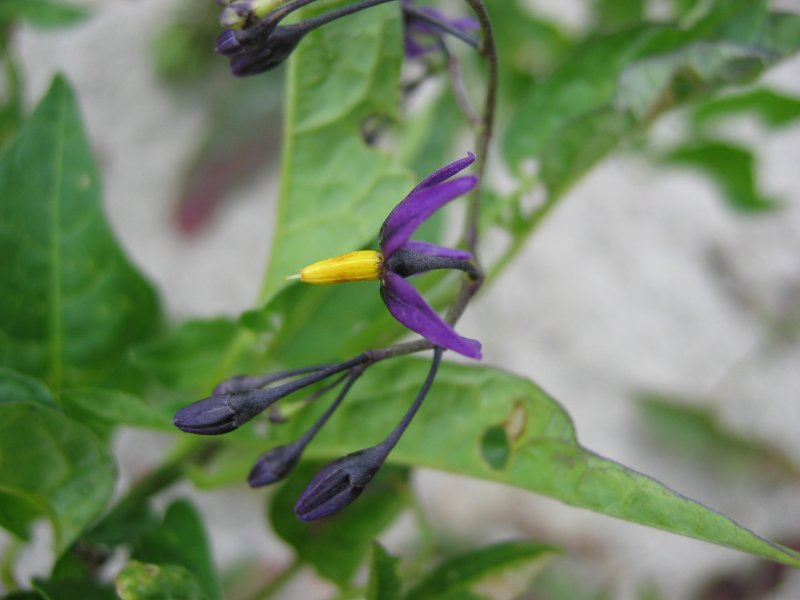